# جون س. لوازيل
العقيد جون سيمون لوازيل ولد في 21 مايو 1920وتوفي في 20 يناير 2010 و كان طيارًا أمريكيًا، يُنسب إليه الفضل في إسقاط 11 طائرة يابانية خلال الحرب العالمية الثانية . ولد لوازيل في كور دالين ، أيداهو ، وانضم إلى القوات الجوية للجيش الأمريكي في عام 1941. بحلول سن 25 عامًا، قضى لوازيل وقتًا في القتال أطول من أي طيار أمريكي آخر في الحرب العالمية الثانية، حيث قضى أكثر من ثلاث سنوات في المحيط الهادئ. أثناء خدمته في المحيط الهادئ ، سرعان ما ميز نفسه بأنه أصبح أولًا آسًا بعد تحقيق خمس عمليات قتل في فترة شهرين فقط، ثم أصبح آسًا مزدوجًا.